# Recopa Árabe 1989
La Recopa Árabe 1989 fue la primera edición del segundo torneo de fútbol a nivel de clubes más importante del Mundo Árabe organizado por la UAFA y que contó con la participación de 8 equipos campeones de copa de sus respectivos países.
El Stade Tunisien de Túnez venció a Al Kuwait Kaifan de Kuwait en la final jugada en Jeddah, Arabia Saudita para ser el primer campeón del torneo.

## Fase de grupos
Todos los partidos se jugaron en el Prince Abdullah Al Faisal Stadium en Jeddah.

### Grupo A
| Club              | J | G | E | P | GF | GC | GD  | PTS |
| ----------------- | - | - | - | - | -- | -- | --- | --- |
| Stade Tunisien    | 3 | 2 | 1 | 0 | 7  | 2  | +5  | 5   |
| Al-Rasheed        | 3 | 1 | 2 | 0 | 8  | 1  | +7  | 4   |
| Al-Ittihad Jeddah | 3 | 1 | 1 | 1 | 6  | 2  | +4  | 3   |
| Al-Fotuwa         | 3 | 0 | 0 | 3 | 1  | 16 | −15 | 0   |

| Equipo 1          | Resultado | Equipo 2          |
| ----------------- | --------- | ----------------- |
| Al-Ittihad Jeddah | 5-1       | Al-Fotuwa SC      |
| Al-Rasheed SC     | 1-1       | Stade Tunisien    |
| Al-Ittihad Jeddah | 0-0       | Al-Rasheed SC     |
| Al-Fotuwa SC      | 0-4       | Stade Tunisien    |
| Al-Rasheed SC     | 7-0       | Al-Fotuwa SC      |
| Stade Tunisien    | 2-1       | Al-Ittihad Jeddah |

### Grupo B
| Club              | J | G | E | P | GF | GC | GD | PTS |
| ----------------- | - | - | - | - | -- | -- | -- | --- |
| Kuwait SC         | 3 | 1 | 2 | 0 | 3  | 2  | +1 | 4   |
| Al-Hilal Omdurman | 3 | 1 | 2 | 0 | 3  | 2  | +1 | 4   |
| CR Belcourt       | 3 | 1 | 1 | 1 | 2  | 1  | +1 | 3   |
| Zamalek SC        | 3 | 0 | 1 | 2 | 2  | 5  | −3 | 1   |

| Equipo 1          | Resultado | Equipo 2          |
| ----------------- | --------- | ----------------- |
| Zamalek SC        | 1-1       | Al-Hilal Omdurman |
| Kuwait SC         | 0-0       | CR Belcourt       |
| Zamalek SC        | 1-2       | Kuwait SC         |
| Al-Hilal Omdurman | 1-0       | CR Belcourt       |
| CR Belcourt       | 2-0       | Zamalek SC        |
| Kuwait SC         | 1-1       | Al-Hilal Omdurman |

## Fase final
|  | Semifinales              | Semifinales              |   |                      | Final                   | Final |  |
|  |                          |                          |   |                      |                         |       |  |
|  |                          |                          |   |                      |                         |       |  |
|  | Jeddah, 27 de septiembre |                          |   |                      |                         |       |  |
|  | Al-Hilal Omdurman        | 0                        |   |                      |                         |       |  |
|  | Stade Tunisien           | 1                        |   |                      |                         |       |  |
|  |                          |                          |   |                      |                         |       |  |
|  |                          |                          |   |                      | Jeddah, 1 de octubre    |       |  |
|  |                          |                          |   |                      | Stade Tunisien (DP 6-5) | 0     |  |
|  |                          | Kuwait SC                | 0 |                      |                         |       |  |
|  |                          |                          |   |                      |                         |       |  |
|  |                          |                          |   |                      |                         |       |  |
|  |                          |                          |   |                      | Tercer lugar            |       |  |
|  | Jeddah, 28 de septiembre | Jeddah, 28 de septiembre |   | Jeddah, 1 de octubre | Jeddah, 1 de octubre    |       |  |
|  | Al-Rasheed SC            | 0                        |   | Al-Rasheed SC        | 3                       |       |  |
|  | Kuwait SC (DP 3-4)       | 0                        |   |                      | Al-Hilal Omdurman       | 2     |  |

## Campeón
| Recopa Árabe 1989          |
| -------------------------- |
| Bandera de Túnez           |
| Stade Tunisien 1.er título |